# Beheimsteig
Der Beheimsteig (auch Peheimsteig oder Weitraer Steig) (slaw. "Weg nach Böhmen") war ein bedeutender Handels- und Verkehrsweg im niederösterreichischen Waldviertel.
Der von Krems nach Böhmen führende Beheimsteig überquerte bei Krumau am Kamp den Kamp und ging bei Neupölla im Polansteig auf. In Guttenbrunn westlich von Zwettl zweigte er vom Polansteig nach Norden ab und führte über Rieggers, Kirchberg am Walde und Windigsteig nach Waidhofen. Ein anderer Ast führte über Rieggers, Altweitra und Unserfrau nach Gratzen und weiter über Sohors und Schweinitz nach Netolitz, wo er in den Linzer Steig mündete.
Unter Heimatforschern herrscht über die Ausdehnung des Beheimsteig-Wegenetzes große Uneinigkeit.